# 삼일빌딩
삼일빌딩 혹은 31빌딩(영어: 31 Building)은 김중업이 설계한 대한민국 서울특별시 종로구 청계천로 85(舊 관철동 10-2번지)에 있는 마천루이다. 1968년에 착공하여 1970년에 완공 당시 대한민국에서 가장 높은 건물이 되었다.
지상 31층 규모이며, 지상높이 110m이다. 완공 당시 대한민국에 있는 건물 중 가장 높았으며 세운상가, 청계고가도로와 함께 종로구의 가장 대표적인 명물이었다. 1985년 63빌딩, 2003년 하이페리온, 2004년 타워팰리스 3차, 2011년 해운대 위브 더 제니스, 2014년 포스코타워-송도, 2015년 잠실 롯데월드타워 등이 완공되면서부터 점점 밀려나기 시작하였고 1971년에는 대한민국에서 가장 높았다.

## 역사
김두식 회장이 설립한 삼미그룹의 모태인 대일목재공업이 1968년 사옥건물로 쓸 삼일빌딩을 짓기 시작해 1970년 완공한 것이다. 완공 당시 정부종합청사를 제치고 대한민국 최고층 건물이 되었으며, 이는 1985년 63빌딩이 완공될 때까지 이어졌다.
소비재 분야 계열사가 없었던 점  등의 여러 가지 이유 탓인지 경영난에 몰린 삼미그룹이 1985년 삼일빌딩을 산업은행에 매각했고 2001년 산업은행은 502억원을 받고 홍콩에 주소를 둔 스몰록인베스트먼트컴퍼니리미티드란 회사에 다시 팔았던 것이다. 이미 그에 필적하는 고층 건물들이 여럿 들어차 버렸기에 한때의 랜드마크이자 무려 10년 이상이나 서울 최고층을 지키던 삼일빌딩의 위용은 이미 옛날 이야기다.
리모델링은 2019년 5월에 시작하여 2020년 11월 23일에 끝났다.

## 건축
건축가 미스 반 데어 로에가 설계한 시그램 빌딩에서 본땄다. 건물의 설계자는 유명한 건축가 김중업이었다. 시골 촌로들이나 꼬마들이 삼일빌딩 앞에 서서 그 층수를 세는 모습은 흔했고 스카이라운지에는 시시각각 변해 가는 서울의 모습을 볼 수 있다. 그러나 정작 건축가 김중업은 삼일빌딩의 설계비조차 받지 못했다고 한다.

## 특징

### 랜드마크
현재 삼일빌딩은 SK 계열사인 SK D&D에서 소유하고 있으며, 이전에는 홍콩의 스몰락인베스먼트가 인수하여 소유하고 있었다. 대우정보시스템과 한국산업은행의 간판이 있다. 주로 보험 업체와 은행 등의 콜센터가 입주하고 있다. 서울시는 삼일빌딩의 역사적 가치를 인정하여, 서울미래유산으로 선정하였다. 또한 대한민국 최고의 건물 중 13위로 삼일빌딩이 선정된 바 있다. 현재는 육삼빌딩이 생기면서 사람들 기억에는 잊혀졌다.

### 엘리베이터
엘리베이터는 현대엘리베이터 6대를 배치하여 사용하고 있으며 다른 고층건물에 비하면 느리지만 일반 건물에 비하면 비교적 빠른 편이다. 2008년에 교체하였다.

## 시설

### 입주자
액토즈소프트가 여기 있었다. 2005년부터 2011년까지 있다가 마포구 공덕동으로 이사갔다. 한국산업은행이 여의도로 이사가기 전에 한동안 삼일빌딩에 영업부를 두었다. 지금도 탑골공원에서 소일하던 할아버지들이 돈뭉치를 뽑아서 산금채를 사러 오는 것으로 유명한 삼일지점이 있다.

### 내부 시설
31빌딩의 내부 시설이다. 대부분 사무실이며 31층에는 스카이라운지, 하이마트 뷔폐, 식당이 있다. .
| 층수        | 용도                                     |
| ----------- | ---------------------------------------- |
| 31층        | 스카이라운지, 하이마트 뷔페, 식당        |
| 30층        | 오피스                                   |
| 29층        | 에누리닷컴                               |
| 28층        | 법무법인 거인                            |
| 27층        | 오피스                                   |
| 23층 ~ 26층 | KEB외환은행                              |
| 22층        | 에누리닷컴                               |
| 19층 ~ 21층 | KEB외환은행                              |
| 17층 ~ 18층 | KLID 한국지역정보개발원                  |
| 16층        | 전국시도지사협의회                       |
| 14층 ~ 15층 | 메타넷 MCC                               |
| 13층        | KEB담보해지/일소                         |
| 12층        | KEB외환은행                              |
| 11층        | 롯데자산개발(주)                         |
| 9층 ~ 10층  | SGI서울보증                              |
| 8층         | 메타넷 MCC                               |
| 6층 ~ 7층   | 대우정보시스템                           |
| 5층         | 메타넷 등                                |
| 3층 ~ 4층   | 대우정보시스템                           |
| 2층         | VIP클럽, 기업금융, 신규담당              |
| 1층         | 로비, 수신영업(예금, 산금채, 신탁), 외환 |
| 지하 1층    | 주차장, 세븐스프링스                     |
| 지하 2층    | 주차장, 기계실                           |

## 대중문화
- 영화 - 화녀에서 삼일빌딩으로 시작해서 삼일빌딩으로 끝난다.
- 드라마 - 자이언트 3회에 등장한다.

## 사건 및 사고
- 1978년 8월 31일 - 삼일빌딩 건물 화재가 일어났다.
- 1997년 5월 25일 - 삼일빌딩 옥상에 화재가 일어났다.[3]

## 갤러리

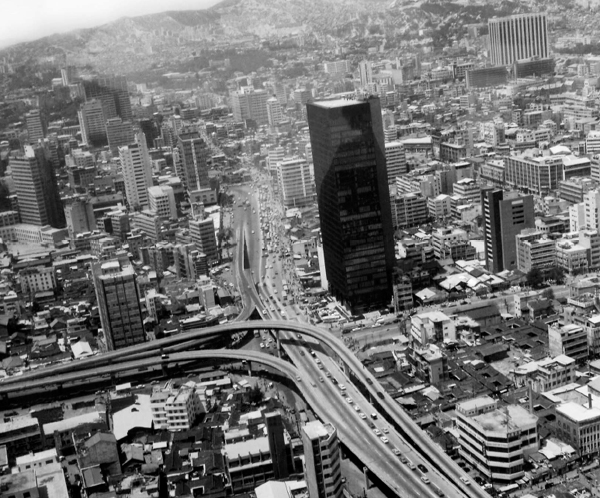
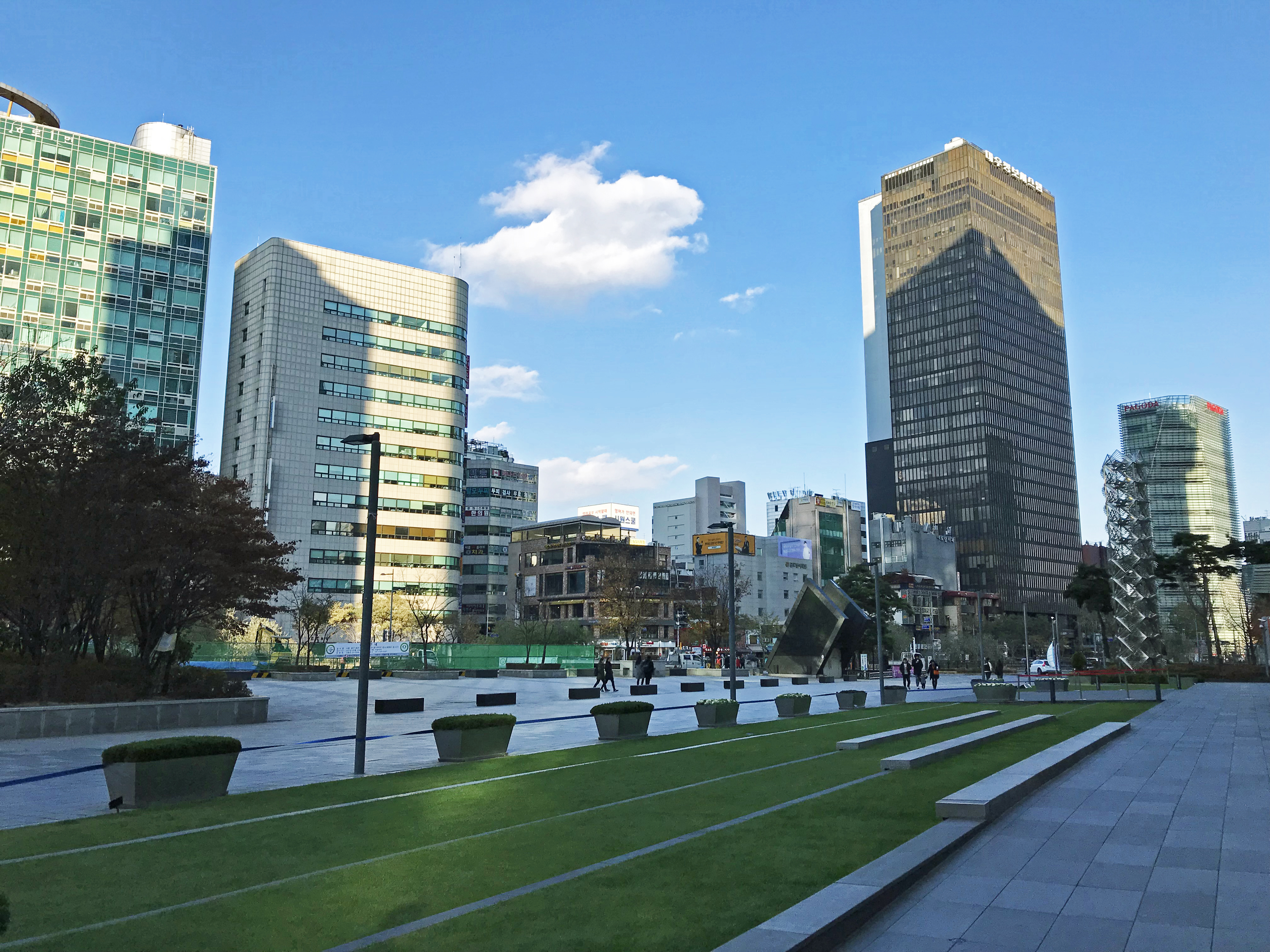

## 교통

### 지하철
- ● 수도권 전철 1호선 - 종각역 12번출구(317m)
- ● 서울 지하철 2호선 - 을지로3가역 1번출구(476m)
- ● 서울 지하철 2호선 - 을지로입구역 4번출구(587m)
- ● 수도권 전철 1호선 - 종로3가역 15번출구(600m)

### 버스
- 청계2가.삼일교 (01-291, 02-225) : 서울 버스 173
- 종로2가.삼일교(중) (01-004) : 서울 버스 470, 501, 741, N37, 성남 버스 8110
- 종로2가사거리(중) (01-001) : 서울 버스 470, 741, N37, M4101, M4102, 1150, 5007, 8100, 9003, 9300
- 청계2차교차로 (01-237) : 5000, 5005, 7900

## 같이 보기
- 63빌딩
- 대한민국의 마천루 목록
- 서울특별시의 마천루 목록
- 서울 종로구의 마천루 목록